# Pseudamiops gracilicauda
Pseudamiops gracilicauda és una espècie de peix pertanyent a la família dels apogònids.

## Descripció
- Pot arribar a fer 5 cm de llargària màxima (normalment, en fa 3,4).
- 7 espines i 8 radis tous a l'aleta dorsal i 2 espines i 7-8 radis tous a l'anal.[6][7][8]

## Hàbitat
És un peix marí, associat als esculls i de clima tropical (30°N-28°S) que viu entre 5 i 30 m de fondària en coves i entre els coralls de les llacunes.

## Distribució geogràfica
Es troba des de Txagos fins a les illes Hawaii, Taiwan, les illes Ryukyu i la Gran Barrera de Corall.

## Costums
És nocturn.

## Observacions
És inofensiu per als humans.